# Witvleugelcotinga
De witvleugelcotinga (Xipholena atropurpurea) is een zangvogel uit de familie der cotinga's (Cotingidae). De vogel werd in 1820 door Maximilian zu Wied-Neuwied beschreven. Het is een bedreigde, endemische vogelsoort in Brazilië.

## Kenmerken
De vogel is 19 cm lang. Het  zijn gedrongen vogels met een kort staartje, een vuilwit oog en een gele snavel. Het mannetje is overwegend donkerpaars gekleurd, wat bleker paars op de stuit en de anaalstreek. De vleugelveren zijn wit, maar aan het uiteinde met een zwarte rand. Het vrouwtje is geheel grijs, de vleugelveren zijn donkerder, met lichte randen.

## Verspreiding en leefgebied
Deze vogel komt alleen voor in Oost-Brazilië in de deelstaten Paraíba tot Rio de Janeiro. De natuurlijke habitats zijn subtropische of tropische vochtige, natuurlijke laaglandbossen.

## Status
De grootte van de populatie werd in 2014 door BirdLife International geschat op 2500-10.000 volwassen individuen en de populatie-aantallen nemen af door habitatverlies. Het leefgebied wordt aangetast door ontbossing. Tussen 1980 en 1997 verdween bijna 60% van het leefgebied en formeel beschermde leefgebieden worden niet effectief beschermd. Om deze reden staat deze soort als kwetsbaar op de Rode Lijst van de IUCN.